# Liste des planètes mineures (758001-759000)
Voici la liste des planètes mineures numérotées de 758001 à 759000. Les planètes mineures sont numérotées lorsque leur orbite est confirmée, ce qui peut parfois se produire longtemps après leur découverte. Elles sont classées ici par leur numéro.

## Planètes mineures 758001 à 759000
- (758001) 2005 UU311
- (758002) 2005 UG323
- (758003) 2005 UX324
- (758004) 2005 UY340
- (758005) 2005 UK342
- (758006) 2005 UN342
- (758007) 2005 UA363
- (758008) 2005 UK372
- (758009) 2005 UT373
- (758010) 2005 UG378
- (758011) 2005 UM378
- (758012) 2005 UR379
- (758013) 2005 US389
- (758014) 2005 UW413
- (758015) 2005 UF417
- (758016) 2005 UQ421
- (758017) 2005 UD435
- (758018) 2005 UG462
- (758019) 2005 UO464
- (758020) 2005 UX465
- (758021) 2005 UF466
- (758022) 2005 UR466
- (758023) 2005 UQ467
- (758024) 2005 UZ473
- (758025) 2005 UD513
- (758026) 2005 UP519
- (758027) 2005 UW522
- (758028) 2005 UO524
- (758029) 2005 UV535
- (758030) 2005 UQ540
- (758031) 2005 UF544
- (758032) 2005 UK544
- (758033) 2005 UW545
- (758034) 2005 UL547
- (758035) 2005 UQ549
- (758036) 2005 UJ552
- (758037) 2005 US554
- (758038) 2005 UN555
- (758039) 2005 UG557
- (758040) 2005 UO559
- (758041) 2005 VC9
- (758042) 2005 VZ11
- (758043) 2005 VK13
- (758044) 2005 VA23
- (758045) 2005 VZ34
- (758046) 2005 VA45
- (758047) 2005 VA46
- (758048) 2005 VD47
- (758049) 2005 VU47
- (758050) 2005 VG64
- (758051) 2005 VS72
- (758052) 2005 VT83
- (758053) 2005 VN86
- (758054) 2005 VD94
- (758055) 2005 VV103
- (758056) 2005 VF105
- (758057) 2005 VU113
- (758058) 2005 VA116
- (758059) 2005 VA134
- (758060) 2005 VP140
- (758061) 2005 VM141
- (758062) 2005 VB142
- (758063) 2005 VS142
- (758064) 2005 VV143
- (758065) 2005 VT144
- (758066) 2005 VL148
- (758067) 2005 VV148
- (758068) 2005 VJ149
- (758069) 2005 VP149
- (758070) 2005 VV149
- (758071) 2005 VC150
- (758072) 2005 VN150
- (758073) 2005 VA152
- (758074) 2005 VA154
- (758075) 2005 VP154
- (758076) 2005 VC158
- (758077) 2005 WD24
- (758078) 2005 WC44
- (758079) 2005 WL62
- (758080) 2005 WG98
- (758081) 2005 WB119
- (758082) 2005 WW125
- (758083) 2005 WE137
- (758084) 2005 WZ145
- (758085) 2005 WV149
- (758086) 2005 WT215
- (758087) 2005 WJ216
- (758088) 2005 WQ220
- (758089) 2005 XR30
- (758090) 2005 XO31
- (758091) 2005 XE43
- (758092) 2005 XU54
- (758093) 2005 XJ58
- (758094) 2005 XO64
- (758095) 2005 XE89
- (758096) 2005 XH101
- (758097) 2005 XZ120
- (758098) 2005 XN121
- (758099) 2005 XJ122
- (758100) 2005 XD127
- (758101) 2005 XV127
- (758102) 2005 XU129
- (758103) 2005 XG131
- (758104) 2005 XQ131
- (758105) 2005 XR131
- (758106) 2005 XC135
- (758107) 2005 XV135
- (758108) 2005 YF21
- (758109) 2005 YO64
- (758110) 2005 YR69
- (758111) 2005 YY77
- (758112) 2005 YD104
- (758113) 2005 YD110
- (758114) 2005 YH115
- (758115) 2005 YD122
- (758116) 2005 YL130
- (758117) 2005 YK142
- (758118) 2005 YC188
- (758119) 2005 YF223
- (758120) 2005 YL223
- (758121) 2005 YU252
- (758122) 2005 YE265
- (758123) 2005 YN265
- (758124) 2005 YX266
- (758125) 2005 YN283
- (758126) 2005 YJ286
- (758127) 2005 YY288
- (758128) 2005 YC293
- (758129) 2005 YT295
- (758130) 2005 YH297
- (758131) 2005 YE299
- (758132) 2005 YG300
- (758133) 2005 YJ301
- (758134) 2005 YY301
- (758135) 2005 YT302
- (758136) 2006 AF23
- (758137) 2006 AS27
- (758138) 2006 AE50
- (758139) 2006 AZ75
- (758140) 2006 AK87
- (758141) 2006 AZ112
- (758142) 2006 AS114
- (758143) 2006 BF42
- (758144) 2006 BC67
- (758145) 2006 BY67
- (758146) 2006 BW110
- (758147) 2006 BL122
- (758148) 2006 BJ124
- (758149) 2006 BA190
- (758150) 2006 BR209
- (758151) 2006 BG222
- (758152) 2006 BS233
- (758153) 2006 BY234
- (758154) 2006 BF235
- (758155) 2006 BR243
- (758156) 2006 BA246
- (758157) 2006 BR246
- (758158) 2006 BH286
- (758159) 2006 BK294
- (758160) 2006 BP296
- (758161) 2006 BR296
- (758162) 2006 BT296
- (758163) 2006 BS297
- (758164) 2006 BB298
- (758165) 2006 BH298
- (758166) 2006 BS298
- (758167) 2006 BY298
- (758168) 2006 BS301
- (758169) 2006 BO303
- (758170) 2006 CX2
- (758171) 2006 CF7
- (758172) 2006 CO22
- (758173) 2006 CL51
- (758174) 2006 CJ54
- (758175) 2006 CU66
- (758176) 2006 CM83
- (758177) 2006 CB86
- (758178) 2006 CQ88
- (758179) 2006 DN58
- (758180) 2006 DL91
- (758181) 2006 DF101
- (758182) 2006 DL133
- (758183) 2006 DS135
- (758184) 2006 DS141
- (758185) 2006 DC143
- (758186) 2006 DY153
- (758187) 2006 DL158
- (758188) 2006 DU171
- (758189) 2006 DN179
- (758190) 2006 DF194
- (758191) 2006 DL224
- (758192) 2006 DM224
- (758193) 2006 DB225
- (758194) 2006 DT225
- (758195) 2006 EG42
- (758196) 2006 EA69
- (758197) 2006 ER74
- (758198) 2006 ES77
- (758199) 2006 EU77
- (758200) 2006 EX77
- (758201) 2006 EQ79
- (758202) 2006 EA80
- (758203) 2006 EO80
- (758204) 2006 EP80
- (758205) 2006 EG81
- (758206) 2006 EF82
- (758207) 2006 EC83
- (758208) 2006 FU26
- (758209) 2006 FH31
- (758210) 2006 FX31
- (758211) 2006 FJ57
- (758212) 2006 FH60
- (758213) 2006 FG61
- (758214) 2006 GX28
- (758215) 2006 GB29
- (758216) 2006 GF58
- (758217) 2006 HQ2
- (758218) 2006 HE12
- (758219) 2006 HA21
- (758220) 2006 HC58
- (758221) 2006 HL71
- (758222) 2006 HH83
- (758223) 2006 HU84
- (758224) 2006 HQ93
- (758225) 2006 HU93
- (758226) 2006 HT97
- (758227) 2006 HQ113
- (758228) 2006 HK128
- (758229) 2006 HH132
- (758230) 2006 HH146
- (758231) 2006 HG148
- (758232) 2006 HO149
- (758233) 2006 HP153
- (758234) 2006 HU155
- (758235) 2006 HC156
- (758236) 2006 HH156
- (758237) 2006 HP156
- (758238) 2006 HU157
- (758239) 2006 HM159
- (758240) 2006 HN161
- (758241) 2006 JG5
- (758242) 2006 JR7
- (758243) 2006 JX7
- (758244) 2006 JX17
- (758245) 2006 JW20
- (758246) 2006 JE30
- (758247) 2006 JA33
- (758248) 2006 JB44
- (758249) 2006 JF54
- (758250) 2006 JF62
- (758251) 2006 JX68
- (758252) 2006 JR70
- (758253) 2006 JM71
- (758254) 2006 JC78
- (758255) 2006 JR78
- (758256) 2006 JZ83
- (758257) 2006 JO87
- (758258) 2006 JM88
- (758259) 2006 JN88
- (758260) 2006 JT88
- (758261) 2006 JW88
- (758262) 2006 JT89
- (758263) 2006 JZ89
- (758264) 2006 KS13
- (758265) 2006 KW13
- (758266) 2006 KJ28
- (758267) 2006 KZ28
- (758268) 2006 KP40
- (758269) 2006 KB44
- (758270) 2006 KF44
- (758271) 2006 KB55
- (758272) 2006 KM55
- (758273) 2006 KU72
- (758274) 2006 KV77
- (758275) 2006 KL129
- (758276) 2006 KR130
- (758277) 2006 KA131
- (758278) 2006 KD135
- (758279) 2006 KU147
- (758280) 2006 KG150
- (758281) 2006 KM150
- (758282) 2006 KD151
- (758283) 2006 KG151
- (758284) 2006 KJ151
- (758285) 2006 KP152
- (758286) 2006 KW152
- (758287) 2006 KL153
- (758288) 2006 KJ154
- (758289) 2006 KF155
- (758290) 2006 LH3
- (758291) 2006 LL9
- (758292) 2006 LN9
- (758293) 2006 MX4
- (758294) 2006 MH16
- (758295) 2006 OY16
- (758296) 2006 OL23
- (758297) 2006 OC24
- (758298) 2006 OX30
- (758299) 2006 OQ32
- (758300) 2006 OB34
- (758301) 2006 OH34
- (758302) 2006 OM36
- (758303) 2006 OH37
- (758304) 2006 OX38
- (758305) 2006 OF39
- (758306) 2006 OH39
- (758307) 2006 OQ39
- (758308) 2006 QP12
- (758309) 2006 QJ28
- (758310) 2006 QB40
- (758311) 2006 QH87
- (758312) 2006 QQ101
- (758313) 2006 QY153
- (758314) 2006 QQ155
- (758315) 2006 QR157
- (758316) 2006 QT158
- (758317) 2006 QX159
- (758318) 2006 QG162
- (758319) 2006 QV163
- (758320) 2006 QX174
- (758321) 2006 QC190
- (758322) 2006 QA192
- (758323) 2006 QC192
- (758324) 2006 QZ192
- (758325) 2006 QW193
- (758326) 2006 QY193
- (758327) 2006 QF194
- (758328) 2006 QN194
- (758329) 2006 QC195
- (758330) 2006 QN195
- (758331) 2006 QS195
- (758332) 2006 QU195
- (758333) 2006 QW195
- (758334) 2006 QX195
- (758335) 2006 QA196
- (758336) 2006 QD196
- (758337) 2006 QC197
- (758338) 2006 QP197
- (758339) 2006 QV198
- (758340) 2006 QY198
- (758341) 2006 QZ198
- (758342) 2006 QF199
- (758343) 2006 QL199
- (758344) 2006 QU199
- (758345) 2006 QC200
- (758346) 2006 QM201
- (758347) 2006 QM202
- (758348) 2006 QN202
- (758349) 2006 QS202
- (758350) 2006 QW202
- (758351) 2006 QM203
- (758352) 2006 QJ204
- (758353) 2006 QM204
- (758354) 2006 QU204
- (758355) 2006 QF205
- (758356) 2006 QA207
- (758357) 2006 QX208
- (758358) 2006 RN10
- (758359) 2006 RD24
- (758360) 2006 RG42
- (758361) 2006 RW50
- (758362) 2006 RN72
- (758363) 2006 RT87
- (758364) 2006 RF89
- (758365) 2006 RH93
- (758366) 2006 RV93
- (758367) 2006 RE95
- (758368) 2006 RO117
- (758369) 2006 RE123
- (758370) 2006 RO123
- (758371) 2006 RS123
- (758372) 2006 RY124
- (758373) 2006 RN125
- (758374) 2006 RC127
- (758375) 2006 SQ9
- (758376) 2006 SF25
- (758377) 2006 SK29
- (758378) 2006 SQ37
- (758379) 2006 ST74
- (758380) 2006 SW76
- (758381) 2006 SX81
- (758382) 2006 SY86
- (758383) 2006 SO91
- (758384) 2006 SJ94
- (758385) 2006 SR101
- (758386) 2006 SB102
- (758387) 2006 SM103
- (758388) 2006 SF106
- (758389) 2006 SH106
- (758390) 2006 SE122
- (758391) 2006 SF146
- (758392) 2006 SG146
- (758393) 2006 SR149
- (758394) 2006 SM152
- (758395) 2006 SN162
- (758396) 2006 SE163
- (758397) 2006 SQ166
- (758398) 2006 SQ170
- (758399) 2006 SG173
- (758400) 2006 SK177
- (758401) 2006 SC195
- (758402) 2006 SL205
- (758403) 2006 SN216
- (758404) 2006 SB227
- (758405) 2006 SC233
- (758406) 2006 SD233
- (758407) 2006 SZ238
- (758408) 2006 SQ242
- (758409) 2006 SG243
- (758410) 2006 SY243
- (758411) 2006 SA245
- (758412) 2006 SJ248
- (758413) 2006 SX250
- (758414) 2006 SW259
- (758415) 2006 SG261
- (758416) 2006 SE266
- (758417) 2006 SM266
- (758418) 2006 SY266
- (758419) 2006 SQ268
- (758420) 2006 SH284
- (758421) 2006 SR288
- (758422) 2006 SJ298
- (758423) 2006 SL299
- (758424) 2006 SY300
- (758425) 2006 SQ302
- (758426) 2006 SF305
- (758427) 2006 SK307
- (758428) 2006 SA308
- (758429) 2006 SD310
- (758430) 2006 SN311
- (758431) 2006 SU320
- (758432) 2006 SX330
- (758433) 2006 SF335
- (758434) 2006 SX336
- (758435) 2006 SW338
- (758436) 2006 SC374
- (758437) 2006 SL374
- (758438) 2006 SK377
- (758439) 2006 SP381
- (758440) 2006 SY396
- (758441) 2006 SV408
- (758442) 2006 ST410
- (758443) 2006 SO412
- (758444) 2006 SK422
- (758445) 2006 SL422
- (758446) 2006 SF424
- (758447) 2006 ST424
- (758448) 2006 SV427
- (758449) 2006 SF429
- (758450) 2006 SP429
- (758451) 2006 SH430
- (758452) 2006 SR430
- (758453) 2006 SQ431
- (758454) 2006 SJ433
- (758455) 2006 SV434
- (758456) 2006 SE435
- (758457) 2006 SK435
- (758458) 2006 SR435
- (758459) 2006 SA437
- (758460) 2006 SD438
- (758461) 2006 ST438
- (758462) 2006 SK440
- (758463) 2006 SQ440
- (758464) 2006 SH441
- (758465) 2006 SM441
- (758466) 2006 SP441
- (758467) 2006 SD442
- (758468) 2006 SE444
- (758469) 2006 SC445
- (758470) 2006 SG445
- (758471) 2006 SK445
- (758472) 2006 SS445
- (758473) 2006 SY446
- (758474) 2006 SZ446
- (758475) 2006 SB447
- (758476) 2006 SP447
- (758477) 2006 SU448
- (758478) 2006 SP449
- (758479) 2006 SG450
- (758480) 2006 SX452
- (758481) 2006 SS453
- (758482) 2006 SM454
- (758483) 2006 SG455
- (758484) 2006 SP463
- (758485) 2006 TM16
- (758486) 2006 TW21
- (758487) 2006 TT29
- (758488) 2006 TD41
- (758489) 2006 TV69
- (758490) 2006 TW104
- (758491) 2006 TP105
- (758492) 2006 TJ107
- (758493) 2006 TK111
- (758494) 2006 TF116
- (758495) 2006 TU117
- (758496) 2006 TG126
- (758497) 2006 TA128
- (758498) 2006 TS129
- (758499) 2006 TR132
- (758500) 2006 TE134
- (758501) 2006 TH136
- (758502) 2006 TU137
- (758503) 2006 TV138
- (758504) 2006 TW138
- (758505) 2006 TS143
- (758506) 2006 TW146
- (758507) 2006 UZ3
- (758508) 2006 UU20
- (758509) 2006 UM21
- (758510) 2006 UZ22
- (758511) 2006 UW28
- (758512) 2006 UP30
- (758513) 2006 US40
- (758514) 2006 UP41
- (758515) 2006 UA46
- (758516) 2006 US75
- (758517) 2006 UA76
- (758518) 2006 UO94
- (758519) 2006 UK97
- (758520) 2006 UN101
- (758521) 2006 UW110
- (758522) 2006 UR112
- (758523) 2006 UL115
- (758524) 2006 UK116
- (758525) 2006 UJ129
- (758526) 2006 UK132
- (758527) 2006 UY132
- (758528) 2006 UE138
- (758529) 2006 UF139
- (758530) 2006 US147
- (758531) 2006 UU151
- (758532) 2006 US154
- (758533) 2006 UF157
- (758534) 2006 UK162
- (758535) 2006 UT164
- (758536) 2006 UH168
- (758537) 2006 UH169
- (758538) 2006 UL171
- (758539) 2006 UB173
- (758540) 2006 UH195
- (758541) 2006 UY199
- (758542) 2006 UE202
- (758543) 2006 UB222
- (758544) 2006 UJ227
- (758545) 2006 UK244
- (758546) 2006 UO248
- (758547) 2006 UK264
- (758548) 2006 UZ267
- (758549) 2006 UZ274
- (758550) 2006 UR276
- (758551) 2006 UW277
- (758552) 2006 UU278
- (758553) 2006 UN289
- (758554) 2006 UJ293
- (758555) 2006 UD294
- (758556) 2006 UL294
- (758557) 2006 UV307
- (758558) 2006 UJ322
- (758559) 2006 UQ323
- (758560) 2006 UB331
- (758561) 2006 US338
- (758562) 2006 UL339
- (758563) 2006 UQ355
- (758564) 2006 UU364
- (758565) 2006 UC365
- (758566) 2006 UL365
- (758567) 2006 US365
- (758568) 2006 UF368
- (758569) 2006 UT368
- (758570) 2006 UT369
- (758571) 2006 UU370
- (758572) 2006 UA373
- (758573) 2006 UB373
- (758574) 2006 UD373
- (758575) 2006 UP373
- (758576) 2006 UY373
- (758577) 2006 UQ374
- (758578) 2006 UU374
- (758579) 2006 UF375
- (758580) 2006 UG375
- (758581) 2006 UN376
- (758582) 2006 UU376
- (758583) 2006 UH377
- (758584) 2006 US377
- (758585) 2006 UX377
- (758586) 2006 UB378
- (758587) 2006 UC378
- (758588) 2006 UO378
- (758589) 2006 UE379
- (758590) 2006 UC380
- (758591) 2006 UT381
- (758592) 2006 UA382
- (758593) 2006 UW382
- (758594) 2006 UZ383
- (758595) 2006 UU384
- (758596) 2006 UU390
- (758597) 2006 UD393
- (758598) 2006 UX393
- (758599) 2006 UB394
- (758600) 2006 US394
- (758601) 2006 VG15
- (758602) 2006 VP18
- (758603) 2006 VG21
- (758604) 2006 VK22
- (758605) 2006 VO23
- (758606) 2006 VC30
- (758607) 2006 VG32
- (758608) 2006 VM33
- (758609) 2006 VS37
- (758610) 2006 VU38
- (758611) 2006 VL41
- (758612) 2006 VY42
- (758613) 2006 VE47
- (758614) 2006 VR57
- (758615) 2006 VM71
- (758616) 2006 VE76
- (758617) 2006 VN82
- (758618) 2006 VR85
- (758619) 2006 VZ85
- (758620) 2006 VO88
- (758621) 2006 VK97
- (758622) 2006 VG98
- (758623) 2006 VP114
- (758624) 2006 VN120
- (758625) 2006 VP121
- (758626) 2006 VJ126
- (758627) 2006 VZ129
- (758628) 2006 VO135
- (758629) 2006 VM136
- (758630) 2006 VO139
- (758631) 2006 VU139
- (758632) 2006 VE142
- (758633) 2006 VJ175
- (758634) 2006 VO178
- (758635) 2006 VV178
- (758636) 2006 VB179
- (758637) 2006 VQ180
- (758638) 2006 VY180
- (758639) 2006 VA181
- (758640) 2006 VG181
- (758641) 2006 VV181
- (758642) 2006 VY181
- (758643) 2006 VE182
- (758644) 2006 VY182
- (758645) 2006 WN6
- (758646) 2006 WS15
- (758647) 2006 WZ37
- (758648) 2006 WE40
- (758649) 2006 WQ40
- (758650) 2006 WQ46
- (758651) 2006 WH50
- (758652) 2006 WH62
- (758653) 2006 WL69
- (758654) 2006 WQ71
- (758655) 2006 WH75
- (758656) 2006 WP77
- (758657) 2006 WN84
- (758658) 2006 WY96
- (758659) 2006 WC98
- (758660) 2006 WS104
- (758661) 2006 WW106
- (758662) 2006 WR116
- (758663) 2006 WS116
- (758664) 2006 WV134
- (758665) 2006 WX134
- (758666) 2006 WB158
- (758667) 2006 WR159
- (758668) 2006 WH165
- (758669) 2006 WR174
- (758670) 2006 WC177
- (758671) 2006 WY179
- (758672) 2006 WJ197
- (758673) 2006 WP200
- (758674) 2006 WY202
- (758675) 2006 WY213
- (758676) 2006 WO214
- (758677) 2006 WP214
- (758678) 2006 WT214
- (758679) 2006 WD215
- (758680) 2006 WP218
- (758681) 2006 WV218
- (758682) 2006 WD219
- (758683) 2006 WE219
- (758684) 2006 WG219
- (758685) 2006 WV219
- (758686) 2006 WT220
- (758687) 2006 WR221
- (758688) 2006 WU221
- (758689) 2006 WY221
- (758690) 2006 WU222
- (758691) 2006 WS223
- (758692) 2006 WV223
- (758693) 2006 WD224
- (758694) 2006 WE224
- (758695) 2006 WJ224
- (758696) 2006 WD225
- (758697) 2006 WQ226
- (758698) 2006 WR226
- (758699) 2006 WT226
- (758700) 2006 WX227
- (758701) 2006 WG228
- (758702) 2006 WJ228
- (758703) 2006 WY228
- (758704) 2006 WQ229
- (758705) 2006 WE230
- (758706) 2006 WQ230
- (758707) 2006 WP231
- (758708) 2006 WY231
- (758709) 2006 WJ232
- (758710) 2006 WY232
- (758711) 2006 WT233
- (758712) 2006 WR235
- (758713) 2006 XS12
- (758714) 2006 XO37
- (758715) 2006 XU40
- (758716) 2006 XY40
- (758717) 2006 XH44
- (758718) 2006 XD46
- (758719) 2006 XD63
- (758720) 2006 XE70
- (758721) 2006 XU74
- (758722) 2006 XK76
- (758723) 2006 XP76
- (758724) 2006 XS77
- (758725) 2006 XS78
- (758726) 2006 XB79
- (758727) 2006 XS81
- (758728) 2006 YV12
- (758729) 2006 YN20
- (758730) 2006 YT22
- (758731) 2006 YM25
- (758732) 2006 YW29
- (758733) 2006 YC46
- (758734) 2006 YJ54
- (758735) 2006 YP56
- (758736) 2006 YT58
- (758737) 2006 YQ60
- (758738) 2006 YJ61
- (758739) 2006 YT62
- (758740) 2006 YU62
- (758741) 2006 YB63
- (758742) 2006 YG63
- (758743) 2006 YG64
- (758744) 2006 YA67
- (758745) 2006 YH67
- (758746) 2006 YX67
- (758747) 2006 YX69
- (758748) 2007 AT4
- (758749) 2007 AT20
- (758750) 2007 AD24
- (758751) 2007 AF30
- (758752) 2007 AO33
- (758753) 2007 AA34
- (758754) 2007 AD35
- (758755) 2007 AY36
- (758756) 2007 AC37
- (758757) 2007 AJ37
- (758758) 2007 BA28
- (758759) 2007 BK45
- (758760) 2007 BR46
- (758761) 2007 BF49
- (758762) 2007 BH51
- (758763) 2007 BD52
- (758764) 2007 BV53
- (758765) 2007 BY54
- (758766) 2007 BY59
- (758767) 2007 BR63
- (758768) 2007 BT94
- (758769) 2007 BS95
- (758770) 2007 BE97
- (758771) 2007 BZ98
- (758772) 2007 BA99
- (758773) 2007 BG106
- (758774) 2007 BV106
- (758775) 2007 BB108
- (758776) 2007 BO110
- (758777) 2007 BQ110
- (758778) 2007 BR110
- (758779) 2007 BU110
- (758780) 2007 BY110
- (758781) 2007 BG111
- (758782) 2007 BD112
- (758783) 2007 BE112
- (758784) 2007 BQ112
- (758785) 2007 BT112
- (758786) 2007 BC113
- (758787) 2007 BY113
- (758788) 2007 BM114
- (758789) 2007 BP117
- (758790) 2007 BF118
- (758791) 2007 BR118
- (758792) 2007 BY119
- (758793) 2007 BZ119
- (758794) 2007 BH122
- (758795) 2007 CJ2
- (758796) 2007 CX9
- (758797) 2007 CK11
- (758798) 2007 CY29
- (758799) 2007 CM31
- (758800) 2007 CK32
- (758801) 2007 CV32
- (758802) 2007 CP39
- (758803) 2007 CW49
- (758804) 2007 CC72
- (758805) 2007 CS80
- (758806) 2007 CL81
- (758807) 2007 CU81
- (758808) 2007 CA83
- (758809) 2007 CL83
- (758810) 2007 CN83
- (758811) 2007 CG84
- (758812) 2007 CE85
- (758813) 2007 CG87
- (758814) 2007 DV5
- (758815) 2007 DN15
- (758816) 2007 DO26
- (758817) 2007 DA32
- (758818) 2007 DF40
- (758819) 2007 DZ51
- (758820) 2007 DC61
- (758821) 2007 DE62
- (758822) 2007 DL66
- (758823) 2007 DP71
- (758824) 2007 DF73
- (758825) 2007 DX75
- (758826) 2007 DF87
- (758827) 2007 DX99
- (758828) 2007 DR100
- (758829) 2007 DL103
- (758830) 2007 DE107
- (758831) 2007 DP110
- (758832) 2007 DG111
- (758833) 2007 DM117
- (758834) 2007 DL119
- (758835) 2007 DF121
- (758836) 2007 DR121
- (758837) 2007 DS121
- (758838) 2007 DL123
- (758839) 2007 DS123
- (758840) 2007 DY123
- (758841) 2007 DH124
- (758842) 2007 DM124
- (758843) 2007 DF125
- (758844) 2007 DK125
- (758845) 2007 DM125
- (758846) 2007 DE126
- (758847) 2007 DS126
- (758848) 2007 DS127
- (758849) 2007 DQ128
- (758850) 2007 DC129
- (758851) 2007 DK129
- (758852) 2007 DS130
- (758853) 2007 DC131
- (758854) 2007 DE132
- (758855) 2007 DU132
- (758856) 2007 DB134
- (758857) 2007 EC4
- (758858) 2007 ED6
- (758859) 2007 ER25
- (758860) 2007 EA38
- (758861) 2007 EL59
- (758862) 2007 EC61
- (758863) 2007 EZ61
- (758864) 2007 EY63
- (758865) 2007 EH73
- (758866) 2007 EQ107
- (758867) 2007 EW124
- (758868) 2007 EQ132
- (758869) 2007 ET135
- (758870) 2007 EG140
- (758871) 2007 ER157
- (758872) 2007 EE193
- (758873) 2007 ET194
- (758874) 2007 EK218
- (758875) 2007 EX223
- (758876) 2007 EY226
- (758877) 2007 EJ229
- (758878) 2007 ES229
- (758879) 2007 EU229
- (758880) 2007 EB230
- (758881) 2007 EH230
- (758882) 2007 EA231
- (758883) 2007 EK232
- (758884) 2007 EM233
- (758885) 2007 EZ233
- (758886) 2007 EA235
- (758887) 2007 ED242
- (758888) 2007 EG243
- (758889) 2007 FV
- (758890) 2007 FV6
- (758891) 2007 FP19
- (758892) 2007 FU51
- (758893) 2007 FV53
- (758894) 2007 FJ55
- (758895) 2007 FY56
- (758896) 2007 FH57
- (758897) 2007 FT59
- (758898) 2007 FQ60
- (758899) 2007 FS60
- (758900) 2007 FU61
- (758901) 2007 FJ62
- (758902) 2007 FS62
- (758903) 2007 GH37
- (758904) 2007 GC39
- (758905) 2007 GL44
- (758906) 2007 GZ54
- (758907) 2007 GO80
- (758908) 2007 GB82
- (758909) 2007 HY51
- (758910) 2007 HC61
- (758911) 2007 HA81
- (758912) 2007 HX83
- (758913) 2007 HZ99
- (758914) 2007 HF102
- (758915) 2007 HG102
- (758916) 2007 HM102
- (758917) 2007 HQ102
- (758918) 2007 HW103
- (758919) 2007 HH105
- (758920) 2007 HL105
- (758921) 2007 HG106
- (758922) 2007 HJ106
- (758923) 2007 HP106
- (758924) 2007 HR106
- (758925) 2007 HS108
- (758926) 2007 HR109
- (758927) 2007 HK112
- (758928) 2007 HF116
- (758929) 2007 HT116
- (758930) 2007 JG29
- (758931) 2007 JD38
- (758932) 2007 JO40
- (758933) 2007 JH44
- (758934) 2007 JC48
- (758935) 2007 JM49
- (758936) 2007 JD51
- (758937) 2007 JT52
- (758938) 2007 KB10
- (758939) 2007 KJ10
- (758940) 2007 LQ2
- (758941) 2007 LC12
- (758942) 2007 LW17
- (758943) 2007 LL28
- (758944) 2007 LU30
- (758945) 2007 LA35
- (758946) 2007 LK36
- (758947) 2007 LV38
- (758948) 2007 MH14
- (758949) 2007 MX14
- (758950) 2007 MQ28
- (758951) 2007 MJ29
- (758952) 2007 MN29
- (758953) 2007 MU29
- (758954) 2007 MD30
- (758955) 2007 OA
- (758956) 2007 OM8
- (758957) 2007 OO11
- (758958) 2007 OX11
- (758959) 2007 OH12
- (758960) 2007 PM3
- (758961) 2007 PY9
- (758962) 2007 PB23
- (758963) 2007 PL41
- (758964) 2007 PQ49
- (758965) 2007 PR51
- (758966) 2007 PQ52
- (758967) 2007 PZ52
- (758968) 2007 PE53
- (758969) 2007 PN54
- (758970) 2007 PY54
- (758971) 2007 QS14
- (758972) 2007 QN18
- (758973) 2007 QB19
- (758974) 2007 QF19
- (758975) 2007 QG19
- (758976) 2007 QJ19
- (758977) 2007 QK19
- (758978) 2007 RN2
- (758979) 2007 RZ12
- (758980) 2007 RK14
- (758981) 2007 RP16
- (758982) 2007 RO44
- (758983) 2007 RE47
- (758984) 2007 RL47
- (758985) 2007 RW50
- (758986) 2007 RZ58
- (758987) 2007 RL63
- (758988) 2007 RC68
- (758989) 2007 RU72
- (758990) 2007 RY72
- (758991) 2007 RQ74
- (758992) 2007 RS89
- (758993) 2007 RC90
- (758994) 2007 RL94
- (758995) 2007 RS94
- (758996) 2007 RZ99
- (758997) 2007 RC111
- (758998) 2007 RB115
- (758999) 2007 RT121
- (759000) 2007 RN122